# Rob Hauser
Robert Bernard (Rob) Hauser (Amsterdam, 13 maart 1954) is een Nederlandse saxofonist en componist.

## Orkater
Rob Hauser was in 1971 samen met zijn broer Dick Hauser, Eddie B. Wahr, Gerard Atema en Thijs van der Poll oprichter van het Nederlandse Hauser Kamerorkest. Bij de vorming van de muziektheatergroep Hauser Orkater gingen ook Chris Bolczek, Jim van der Woude, de broers Alex van Warmerdam, Marc van Warmerdam en Vincent van Warmerdam en Josée van Iersel onderdeel uitmaken van het gezelschap. Deze groep die een mengeling van absurd theater, bijzondere beelden en eigenzinnige popmuziek maakte, boekte binnen en buiten Nederland grote successen.
De naam was een samentrekking van ORKest, theATER en de naam van twee van de oprichters. Na het uiteenvallen van Hauser Orkater bleef Hauser aan de Stichting Orkater verbonden. Hij acteerde in  Zie de mannen vallen en Entree Brussels, producties van Orkater.

## Componist
Hauser speelde vanaf de oprichting in 1979 tot heden altsaxofoon in het Amsterdam Saxophone Quartet, bestaande uit Daphne Balvers (sopraansaxofoon), Rob Hauser (altsaxofoon), Bart Kok (tenorsaxofoon) en Henk van Twillert (baritonsaxofoon). Met dit kwartet nam hij vele cd's op. Hauser schreef veel composities die ook als tune voor televisie zijn gebruikt, bijvoorbeeld tunes voor NOVA en B&W. 
Hij componeerde de muziek bij onder andere de films/documentaires Van een andere orde (1981), De afstand (1981), The Dutch windmill (1982), Sprong naar de liefde (1982),  Peace mission Vikovar (1999), De ontdekking van Kloosterburen (1999), R.I.P. (1999) en Papa's Song uit 2000. 

## Discografie
- Duke Ellington 'revisited' -  Amsterdam Saxophone Quartet & Han Bennink
- Encontros - The Amsterdam Saxophone Quartet & Fernando Valente
- The Amsterdam Saxophone Quartet - Frank Zappa Suite, Duke Ellington Suite, Portorican Suite, Süd American Suite
- West Side Story - The Amsterdam Saxophone Quartet & Jaap van Zweden
- Rhapsody in Blue, George Gershwin - The Amsterdam Saxophone Quartet & Daniel Wayenberg
- The Amsterdam Saxophone Quartet 2 - Meijering, Dikker, Heppener, Du Bois, Van Dijk, Ketting
- The Amsterdam Saxophone Quartet 3 - Pierre Vellones, Alexandre Glazounow, Alfred Desenclos